# Leonardo Tamayo
Leonardo Tamayo Núñez, conocido como «Tamayito» o «Urbano» (n. el 6 de noviembre de 1941 en Brazo Chiquito, Sierra Maestra, Cuba), es un militar cubano que luchó a las órdenes del Che Guevara en la Revolución Cubana y Bolivia donde fue uno de los tres cubanos sobrevivientes. Alcanzó el grado de coronel del ejército cubano.

## Biografía

### Revolución cubana
Nacido el 6 de noviembre de 1941 en Brazo Chiquito, un caserío situado en plena Sierra Maestra. Se integró a la guerrilla del Movimiento 26 de Julio en 1957 cuando aún era un adolescente de 15 años, pidiendo integrarse a la columna dirigida por el comandante Che Guevara. 
Junto con «el Vaquerito» tuvo la ocurrencia de formar el famoso «Pelotón Suicida» de la Columna Ocho, desempeñándose como segundo al mando. Fue escolta y parte del grupo de máxima confianza del Che Guevara, entre los que también se encontraban Juan Alberto Castellanos, Hermes Peña, Carlos Coello («Tuma») Harry Villegas («Pombo»)y Angel Felipe Hernández («Chino» y «Sitaini»)..
En su condición de escolta, permaneció toda la campaña militar junto a Guevara. Participó en la Batalla de Santa Clara y otros combates y luego se estableció en la Fortaleza de San Carlos de La Cabaña, La Habana, a partir de enero de 1959.
En 1961 fue secretario de la delegación cubana encabezada por el Che Guevara a la Conferencia Social y Económica Interamericana que se realizó en Punta del Este.

### Bolivia
Entre 1966 y 1967 participó del foco guerrillero que el Che Guevara instaló en Bolivia, en la zona del río Ñancahuazú. El grupo guerrillero tomó el nombre de Ejército de Liberación Nacional (ELN) de Bolivia con secciones de apoyo en Argentina, Chile y Perú. Los enfrentamientos armados comenzaron el 23 de marzo de 1967.
Allí tomó como nombre de guerra el de «Urbano», con el que se lo ha conocido desde entonces mundialmente. Fue uno de los cinco hombres (3 cubanos y dos bolivianos) que logró escapar del cerco militar que aniquiló al grupo guerrillero.
Tamayo ha comentado que de haber sabido que el Che Guevara se encontraba prisionero en La Higuera el pequeño grupo sobreviviente hubiera intentado el rescate:

Presentíamos que iban a asesinar al Che como lo habían hecho con otros guerrilleros capturados, porque el Che vivo era una gran amenaza para los imperialistas y sus aliados, y si era juzgado se iba a convertir de acusado en acusador de los enemigos de los pueblos latinoamericanos. Ese mismo día escuchamos por la noche a través de varias emisoras bolivianas que el Che había muerto en combate. Todos comprendimos que lo había asesinado el ejército boliviano cumpliendo órdenes de la Agencia Central de Inteligencia (CIA), pero ninguno se imaginó que el crimen se había cometido en Higueras, porque si hubiéramos conocido que el Che estaba allí no habríamos titubeado en tratar de rescatarlo aunque la acción fuera suicida.

## Desde 1967
Luego de 1967 sirvió en el ejército cubano participando como asesor militar en Angola y Nicaragua. Su última misión de combate fue en 1988.
Actualmente trabaja en la dirección nacional de la Asociación de Combatientes en la formación de las nuevas generaciones. Preside la Comisión Parlamentaria de Amistad Cuba-Etiopía.